# Symfonie nr. 73 (Haydn)
De Symfonie nr. 73 is een symfonie van Joseph Haydn, gecomponeerd in 1782. De symfonie staat ook bekend onder de bijnaam La Chasse (Frans voor De Jacht), verwijzend naar het laatste deel, dat erg snel (presto) is. De jacht was een erg populair thema in de muziek uit de 18de eeuw. Het laatste deel was oorspronkelijk gecomponeerd als ouverture voor zijn opera La fedeltà premiata, maar werd toch opgenomen in deze symfonie.

## Bezetting
- Fluiten
- 2 hobo's
- 2 fagotten
- 4 hoorns
- Strijkers

In sommige uitvoeringen komen ook 2 trompetten en pauken voor.

## Delen
Het werk bestaat uit vier delen:
1. Adagio - Allegro
2. Andante
3. Menuetto en trio: Allegretto
4. Finale (La Chasse): Presto

1 · 2 · 3 · 4 · 5 · 6 (Le Matin) · 7 (Le Midi) · 8 (Le Soir) · 9 · 10 · 11 · 12 · 13 · 14 · 15 · 16 · 17 · 18 · 19 · 20 · 21 · 22 (De Filosoof) · 23 · 24 · 25 · 26 (Lamentatione) · 27 · 28 · 29 · 30 (Halleluja) · 31 (Hoornsignaal) · 32 · 33 · 34 · 35 · 36 · 37 · 38 (Echo) · 39 · 40 · 41 · 42 · 43 (Mercurius) · 44 (Treursymfonie) · 45 (Afscheidssymfonie) · 46 · 47 (Palindroom) · 48 (Maria Theresia) · 49 (La Passione) · 50 · 51 · 52 · 53 (L'Impériale) · 54 · 55 (De schoolmeester) · 56 · 57 · 58 · 59 (Vuursymfonie) · 60 (Il distratto) · 61 · 62 · 63 (La Roxelane) · 64 (Tempora mutantur) · 65 · 66 · 67 · 68 · 69 (Laudon) · 70 · 71 · 72 · 73 (La chasse) · 74 · 75 · 76 · 77 · 78 · 79 · 80 · 81

88 · 89 · 90 · 91 · 92 (Oxford)

- Bibliothèque nationale de France: cb13913326k (data)
- Library of Congress Control Number: no92006996
- MusicBrainz work: c9dc67eb-9a8c-4cc5-96f7-ce20271a1447
- Nationale Bibliotheek van Israël: 987007447719705171
- Virtual International Authority File: 294419449